# Boophis spinophis
A Boophis spinophis a kétéltűek (Amphibia) osztályába, a békák (Anura) rendjébe és az aranybékafélék (Mantellidae) családjába tartozó faj.

## Előfordulása
Madagaszkár endemikus faja.  A sziget délkeleti részén, az Ambatolahy erdőségben honos 915 m-es tengerszint feletti magasságban, érintetlen esőerdőkben.